# Horyzont (album)
Horyzont – album studyjny polskiego piosenkarza Krzysztofa Krawczyka, wydany 23 października 2020 nakładem wytwórni Warner Music Poland. Album doczekał się także wydania na płycie gramofonowej 27 listopada 2020. Wydawnictwo wydano na licencji K&K Studio. Praca nad wydaniem albumu trwała trzy lata.
Album uznawany jest za płytę rozliczeniową. Utwory znajdujące się na albumie zostały wybrane spośród 80 nagranych kompozycji. Materiał był promowany przez tytułowy singel „Horyzont”, którego autorem był Maciej Świtoński. Album ogłoszono „płytą tygodnia” Radia Via oraz RDN Małopolska.
Wydawnictwo pierwotnie miało nosić nazwę Ja już nic nie muszę, a sam album zapowiadany był jako ostatnie wydawnictwo wokalisty i tak się stało z uwagi na śmierć piosenkarza w kwietniu 2021. Z uwagi na zwiększone zainteresowanie wydawnictwem w tym okresie, cena albumu w sieci sklepów Empik wzrosła o 100 złotych.
Album dotarł do 7. miejsca na liście sprzedaży OLiS.

## Lista utworów
Opracowano na podstawie materiału źródłowego.
| Nr  | Tytuł utworu              | Autorzy                              | Długość |
| --- | ------------------------- | ------------------------------------ | ------- |
| 1.  | „Horyzont”                | Maciej Świtoński                     | 3:46    |
| 2.  | „Wtedy przy mnie bądź”    | Robert Szymański, Adam Lenard        | 4:45    |
| 3.  | „Domy moje”               | Maciej Świtoński                     | 2:48    |
| 4.  | „Nie zawsze tak będzie”   | Wiesław Wolnik, Andrzej Kosmala      | 3:47    |
| 5.  | „Apostoł nocy”            | Marceli Trojan, Stanisław Głowacz    | 4:28    |
| 6.  | „San Francisco”           | Ryszard Kniat, Andrzej Kosmala       | 3:44    |
| 7.  | „Dla mojej dziewczyny”    | Ryszard Poznakowski, Jerzy Dąbrowski | 3:26    |
| 8.  | „Na zawsze razem ty i ja” | Robert Kalicki, Joanna Kaczmarek     | 4:01    |
| 9.  | „Z tobą Ameryko”          | Zbigniew Nowak, Andrzej Kosmala      | 4:27    |
| 10. | „Dzień dobry Polsko”      | Wiesław Wolnik, Andrzej Kosmala      | 3:44    |
| 11. | „Miękko i czule”          | Ryszard Kniat, Wojciech Młynarski    | 3:54    |
| 12. | „Ja już nic nie muszę”    | Wiesław Wolnik                       | 3:54    |
| 13. | „Dziś dla ciebie chcę”    | Robert Kalicki, Joanna Kaczmarek     | 3:53    |
| 14. | „Jeszcze nie mam dość”    | Ryszard Kniat, Maciej Ślużyński      | 3:34    |
|     |                           |                                      | 54:11   |

## Nagrywanie i przekaz utworów
Album stanowił 123 płytę w dorobku wokalisty. Choć praca nad wydaniem albumu trwała trzy lata, znajdujące się na nim utwory powstały w różnych okresach. Utwór „Z Tobą Ameryko” został nagrany podczas pobytu wokalisty w Nashville w Stanach Zjednoczonych we wczesnych latach kariery. Kompozycja początkowo nosiła tytuł „Let Be Me Your Child Ameryka”, jednak Andrzej Kosmala napisał do niej polski tekst po zamachu z 11 września 2001 roku jako hymn dla Stanów Zjednoczonych i bliskich muzykom wartości. Pobytem w Stanach Zjednoczonych inspirowany był także utwór „San Francisco”. Tytułowy utwór „Horyzont” odnoszący się do bliskich chwil przekroczenia horyzontu życia w wyniku wypadku samochodowego wokalisty 28 czerwca 1988 napisał lekarz Maciej Świtoński, który tamtego dnia miał dyżur w szpitalu i ratował muzyka, później stając się jego przyjacielem. Utwór „Dzień dobry Polsko” opowiada o powrotach artysty do Polski zza granicy. Piosenki z motywem miłosnym („Wtedy ze mną bądź”, „Dla mojej dziewczyny”, „Apostoł nocy”, „Na zawsze razem ty i ja”, „Domy moje”, „Miękko i czule” i „Dziś dla ciebie chcę”) wykonywane były przez wokalistę z myślą o jego małżonce Ewie, choć dedykowane wszystkim zakochanym. Piosenka „Nie zawsze tak będzie” powstała na podstawie przypowieści o mądrym Żydzie, którą Marian Lichtman opowiedział autorowi tekstu – Andrzejowi Kosmali. Z kolei utwory „Ja już nic nie muszę” oraz „Jeszcze nie mam dość” wizualizują ówczesny stan ducha wokalisty, który z jednej strony nie musiał już nikomu niczego udowadniać w kwestiach artystycznych, a z drugiej wciąż myślał o śpiewaniu na kolejnych płytach, w internecie oraz telewizji.

## Odbiór
Artysta o swojej płycie powiedział:

Nigdy nad żadną płytą nie pracowaliśmy tak długo i wnikliwie. Wersja winylowa zawiera 12 piosenek wybranych z 80 propozycji. Będąc na ostatniej prostej swojej drogi artystycznej chcę przekazać co czuję po 55 letniej ciężkiej pracy, znaczonej potem i łzami, ale też radością, którą był dla mnie kontakt z moją publicznością. Ona była najlepszym moim adwokatem, szczególnie w chwilach trudnych, których nie brakowało.

| Onet.pl    | 5/6 gwiazdek  |
| Interia.pl | 6/10 gwiazdek |

Joanna Barańska z portalu internetowego Onet.pl przyznała albumowi notę 5 na 6, dostrzegając w nim zarówno naturalny dla pożegnania smutek, jak i zadowolenie z życia. Paweł Waliński z portalu Interia ocenił album na 6 w skali 10-stopniowej i zauważył, że w wielu kompozycjach na płycie można dostrzec inspiracje repertuarem Boba Dylana, Johnny’ego Casha oraz Leonarda Cohena, a sam album może być dobrym prezentem pod choinkę, jednak wyłącznie dla równolatków bądź ludzi niewiele młodszego pokolenia do samego wokalisty. Marcin Andrzejewski z czasopisma muzycznego Muzyk zwrócił natomiast uwagę, iż album zawiera rozsądną domieszkę melancholii i niesie refleksje, spokój, świadomość spełnienia artystycznego wokalisty oraz zwykłego zadowolenia z życia.

## Personel
Opracowano na podstawie materiału źródłowego:
- Krzysztof Krawczyk – śpiew
- Wiesław Wolnik – gitara akustyczna, gitara elektryczna, buzuki, mandolina, chórki, produkcja muzyczna, programowanie, realizacja nagrań, mix, mastering
- Ryszard Kniat – instrumenty klawiszowe, chórki, opracowywanie i przygotowanie partii wokalnych (8, 13), produkcja nagrań
- Robert Kalicki – instrumenty klawiszowe, rożek angielski, chórki, opracowanie partii wokalnych
- Jacek Królik – gitara akustyczna (8), gitara elektryczna (13)
- Agnieszka Lisowska-Kalicka – chórki (13)
- K&K Studio – realizacja nagrań, mix, mastering
- Andrzej Kosmala – produkcja nagrań, management artysty
- Michał Wit Kowalski – projekt i opracowanie graficzne

## Notowania
Album zadebiutował 5 listopada 2020 na 40. miejscu zestawienia OLiS i początkowo utrzymał się na liście wyłącznie jeden tydzień. Wydawnictwo powróciło na listę po śmierci artysty, zajmując 9. pozycję w zestawieniu z dnia 15 kwietnia 2021, a następnie 7. miejsce w zestawieniu opublikowanym tydzień później, co okazało się najwyższą pozycją albumu na liście. W kolejnych tygodniach album pozostawał na liście pięćdziesięciu najlepiej sprzedających się albumów w Polsce, po raz ostatni znajdując się na niej 20 maja 2021.
| Kraj   | Lista (2020/2021)         | Najwyższa pozycja |
| ------ | ------------------------- | ----------------- |
| Polska | Oficjalna Lista Sprzedaży | 7                 |

## Historia wydania
Album został wydany na rynek polski 23 października 2020 w formacie CD, digital download oraz mediów strumieniowych, a 27 listopada 2020 pojawił się również na winylu.
| Kraj   | Data                 | Format                      | Wytwórnia           | Źr.    |
| ------ | -------------------- | --------------------------- | ------------------- | ------ |
| Polska | 23 października 2020 | digital download, streaming | Warner Music Poland | [ 18 ] |
| Polska | 23 października 2020 | CD                          | Warner Music Poland | [ 3 ]  |
| Polska | 27 listopada 2020    | Winyl                       | Warner Music Poland | [ 19 ] |

## Dedykacja
Album dedykowano pamięci Roberta Kosmali (syna menedżera wokalisty – Andrzeja Kosmali), który 27 czerwca 2020 w wieku 43 lat popełnił samobójstwo.